# Кызылуй (Атырауская область)
Кызылуй (каз. Қызылүй) — село в Исатайском районе Атырауской области Казахстана. Входит в состав Тущыкудыкского сельского округа. Код КАТО — 234245500.

## Население
В 1999 году население села составляло 310 человек (167 мужчин и 143 женщины). По данным переписи 2009 года, в селе проживало 347 человек (183 мужчины и 164 женщины).